# Nederlandse kampioenschappen schaatsen sprint 1997
De Nederlandse kampioenschappen sprint 1997 voor mannen en vrouwen vormden een schaatsevenement dat onder auspiciën van de KNSB over de sprintvierkamp (2x 500, 2x 1000 meter) werd verreden. Het vond plaats in het weekend van 18 en 19 januari op de in 1993 geopende ijsbaan Kardinge in Groningen. Eerder vond de NK sprint 1976 (mannen) in Groningen plaats op de onoverdekte kunstijsbaan in het stadspark. Voor de mannen was het de 28e editie, voor de vrouwen de vijftiende.
De NK sprint stond dit seizoen na de NK allround (m/v) (21 + 22 december) en de EK (m/v) (11-12 januari) en voor de NK afstanden (25-26 januari), WK sprint (m/v) (1 + 2 februari), WK allround (m/v) (14-61 februari) en de WK afstanden (7-9 maart) op de kalender. Daarvoor, tussendoor en tegelijkertijd vonden de wedstrijden plaats in het kader van het twaalfde seizoen van de wereldbeker schaatsen.
Mannen
Er namen achttien mannen deel, waaronder twee kampioenen en vier debutanten. Een deelnemer nam eerder in het seizoen deel aan de NK allround. De titel ging dit jaar naar Jan Bos die daarmee de vijftiende man werd die deze titel behaalde. Het was bij zijn derde deelname zijn tweede podiumplaats, vorig jaar werd hij derde. Viervoudig kampioen en titelhouder Gerard van Velde werd deze editie tweede, het was zijn vijfde podiumplaats. Op plaats drie behaalde Erben Wennemars bij zijn tweede deelname zijn eerste podiumplaats. De kampioen van 1994 Nico van der Vlies eindigde dit jaar als zevende. De twaalf te verdelen afstandmedailles werden door vijf rijders behaald.
Vrouwen
Er namen veertien vrouwen deel, waaronder twee kampioenen en drie debutanten. Drie deelneemsters namen eerder in het seizoen deel aan de NK allround. Bij haar derde deelname aan de NK sprint behaalde Marianne Timmer als zevende vrouw de Nederlandse sprinttitel en volgde daarmee tweevoudig kampioene Annamarie Thomas op, het was haar eerste podiumplaats. Timmer was de eerste sprintkampioene die dit op de klapschaats volbracht, in navolging van Tonny de Jong die eerder dit seizoen de NK en EK allround op de klapschaats won. Haar (naaste) concurrenten reden dit kampioenschap nog op de traditionele schaatsen. Ook won Timmer de titel met vier afstandoverwinningen. Christine Aaftink presteerde dit vier keer (1990, 1992-1994), Yvonne van Gennip (1985) en Thomas (1995) eenmaal. Jan Bazen (1971), Jan Ykema (1987) en Van Velde (1992, 1995, 1996) deden dit bij de mannen. Annamarie Thomas nam deze editie plaats op stek twee, het was haar derde opeenvolgende podiumplaats. Ze werd ook op alle vier afstanden tweede. Na haar tweede plaatsen in 1994 en 1995 nam Sandra Zwolle dit jaar de derde positie in. Op alle vier afstanden werd ze derde, op de eerste 500 meter gedeeld met Andrea Nuyt.
WK sprint
De Nederlandse delegatie bij de WK sprint bestond uit de top-2 (Bos en Van Velde) van dit NK bij de mannen en bij de vrouwen uit de Top-4 (Timmer, Thomas, Zwolle en Marieke Wijsman) van dit NK.

## Afstandmedailles
Mannen
| Afstand  | 1e               | 2e               | 3e                  |
| -------- | ---------------- | ---------------- | ------------------- |
| 1e 500m  | Jan Bos          | Gerard van Velde | Andries Kramer      |
| 1e 1000m | Jan Bos          | Gerard van Velde | Erben Wennemars     |
| 2e 500m  | Gerard van Velde | Jan Bos          | Andries Kramer      |
| 2e 1000m | Jan Bos          | Gerard van Velde | Jakko Jan Leeuwangh |

Vrouwen
| Afstand  | 1e              | 2e               | 3e                        |
| -------- | --------------- | ---------------- | ------------------------- |
| 1e 500m  | Marianne Timmer | Annamarie Thomas | Andrea Nuyt Sandra Zwolle |
| 1e 1000m | Marianne Timmer | Annamarie Thomas | Sandra Zwolle             |
| 2e 500m  | Marianne Timmer | Annamarie Thomas | Sandra Zwolle             |
| 2e 1000m | Marianne Timmer | Annamarie Thomas | Sandra Zwolle             |

## Eindklassementen

### Mannen
| Rang   | Schaatser            | Punten     | 500m           | 1000m        | 500m       | 1000m          |
| ------ | -------------------- | ---------- | -------------- | ------------ | ---------- | -------------- |
| Goud   | Jan Bos              | 152.210 BR | 1.37,90 (1)    | 1.16,15 (1)  | 38,18 (2)  | 1.16,11 (1) BR |
| Zilver | Gerard van Velde     | 152.725    | 1.38,07 (2)    | 1.16,71 (2)  | 38,15 (1)  | 1.16,30 (2)    |
| Brons  | Erben Wennemars      | 153.670    | 1.38,40 (4)    | 1.16,91 (3)  | 38,45 (4)  | 1.16,73 (4)    |
| 4      | Jakko Jan Leeuwangh  | 154.210    | 1.38,64 (5)    | 1.17,27 (5)  | 38,59 (5)  | 1.16,69 (3)    |
| 5      | Arnold van der Poel  | 154.825    | 1.38,67 (6)    | 1.17,30 (6)  | 38,89 (6)  | 1.17,23 (5)    |
| 6      | Andries Kramer       | 155.235    | 1.38,18 (3)    | 1.18,98 (9)  | 38,43 (3)  | 1.18,27 (7)    |
| 7      | Nico van der Vlies   | 156.455    | 1.39,19 (7)    | 1.18,12 (7)  | 38,95 (7)  | 1.18,51 (8)    |
| 8      | Erik Bouwman         | 156.795    | 1.39,38 (10)   | 1.18,59 (8)  | 39,05 (8)  | 1.18,14 (6)    |
| 9      | Hans Klein-Hesselink | 157.475 pr | 1.39,60 (13)   | 1.17,14 (4)  | 39,03 (15) | 1.19,35 (13)   |
| 10     | Jaap Ronald Blom     | 158.045    | 1.39,46 (12)   | 1.19,34 (11) | 39,32 (12) | 1.19,19 (11)   |
| 11     | Froek Zwarthoed      | 158.055 pr | 1.39,45 (11)   | 1.19,34 (11) | 39,37 (13) | 1.19,13 (10)   |
| 12     | Hans Janssen         | 158.090    | 1.39,36 (9)    | 1.19,16 (10) | 39,30 (11) | 1.19,70 (14)   |
| 13     | Arjan Schreuder      | 158.535    | 1.39,75 (14)   | 1.19,34 (11) | 39,72 (17) | 1.18,79 (9)    |
| 14     | Arnout Coenen        | 158.715    | 1.39,88 (15)   | 1.19,42 (14) | 39,53 (14) | 1.19,23 (12)   |
| 15     | Frank van der Kley   | 163.745    | 1.41,73 (16)   | 1.21,96 (18) | 40,11 (18) | 1.21,85 (17)   |
| 16     | Robbert Westerveld   | 185.375    | 1.05,52 (17) * | 1.20,72 (17) | 39,26 (10) | 1.20,47 (16)   |
|        | Niels Greidanus      | 118.805    | 1.39,33 (8)    | 1.20,47 (15) | 39,24 (9)  | DNS            |
|        | Maarten Blanken      | 119.980    | DQ             | 1.20,58 (16) | 39,71 (16) | 1.19,96 (15)   |

BR = baanrecord
pr = persoonlijk record
DNS = niet gestart
DQ = gediskwalificeerd
* = met val

### Vrouwen
| Rang   | Schaatsster             | Punten         | 500m         | 1000m        | 500m       | 1000m              |
| ------ | ----------------------- | -------------- | ------------ | ------------ | ---------- | ------------------ |
| Goud   | Marianne Timmer         | 164.500 BR, CR | 41,00 (1) BR | 1.22,90 (1)  | 41,03 (1)  | 1.22,04 (1) BR, CR |
| Zilver | Annamarie Thomas        | 167.590        | 41,85 (2)    | 1.23,91 (2)  | 41,87 (2)  | 1.23,83 (2)        |
| Brons  | Sandra Zwolle           | 168.335        | 42,10 (3)    | 1.24,34 (3)  | 41,94 (3)  | 1.24,25 (3)        |
| 4      | Marieke Wijsman         | 170.080        | 42,79 (7)    | 1.25,25 (4)  | 42,46 (5)  | 1.24,41 (4)        |
| 5      | Andrea Nuyt             | 170.125        | 42,10 (3)    | 1.25,87 (6)  | 42,27 (4)  | 1.25,64 (5)        |
| 6      | Frouke Oonk             | 170.865        | 42,62 (6)    | 1.25,71 (5)  | 42,52 (6)  | 1.25,74 (6)        |
| 7      | Léontine van Meggelen   | 173.215        | 42,60 (5)    | 1.27,22 (7)  | 43,28 (7)  | 1.27,45 (7)        |
| 8      | Nathalie ten Hoor       | 174.690        | 43,41 (8)    | 1.27,58 (8)  | 43,32 (8)  | 1.28,34 (9)        |
| 9      | Pauline Bakker          | 175.315 pr     | 43,66 (10)   | 1.28,67 (10) | 43,34 (9)  | 1.27,96 (8)        |
| 10     | Jannet Koomen           | 175.815 pr     | 43,79 (11)   | 1.28,11 (9)  | 43,50 (10) | 1.28,94 (10)       |
| 11     | Reino Bouwhuis-Meuleman | 176.655        | 43,82 (12)   | 1.28,97 (12) | 43,54 (11) | 1.29,62 (11)       |
| 12     | Kaśka Rogulska          | 176.830        | 43,65 (9)    | 1.28,93 (11) | 43,77 (13) | 1.29,89 (12)       |
| 13     | Anja Bollaart           | 178.450        | 43,90 (13)   | 1.30,53 (13) | 43,75 (12) | 1.31,07 (13)       |
| 14     | Marja Vis               | 180.365 pr     | 44,55 (14)   | 1.31,63 (14) | 44,27 (14) | 1.31,46 (14)       |

BR = baanrecord
CR = kampioenschapsrecord
pr = persoonlijk record